# Ti-punch

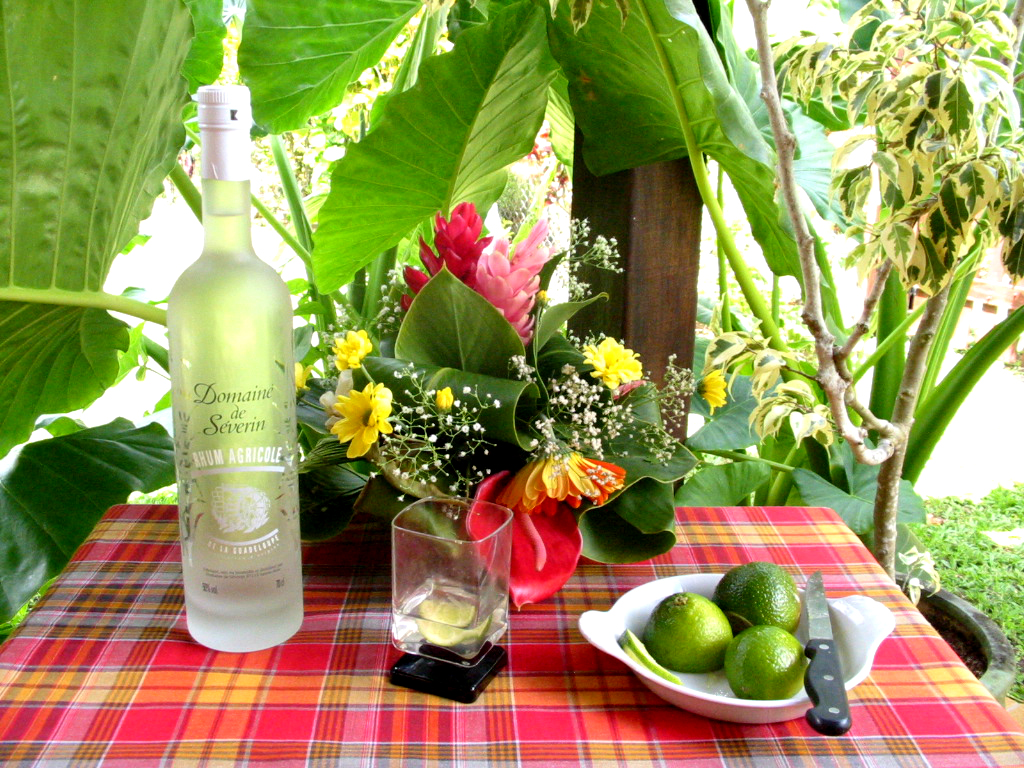
Ti Punch antillano

El ti' punch, ti-punch o ti punch (pronunciación en francés: /tipɔ̃ʃ/, de (pe)tit punch «pequeño ponche») es un cóctel típico de las islas francesas del Caribe, especialmente en Martinica, Guadalupe, Haití y Guayana francesa entre otras.  Su nombre en castellano vendría a ser “ponchecito” y como la mayoría de los cócteles caribeños se elabora a base de ron, aunque no un ron cualquiera, sino un ron agrícola típico de las islas de Martinica y Guadalupe. Es muy similar al daiquiri.
Se trata de un coctel muy sencillo y al mismo tiempo una de las bebidas más populares que se toma en cualquier momento del día, especialmente como aperitivo antes de comenzar una comida. 

## Historia
El cóctel nació en 1848 en la isla de Marie-Galante, al sur del archipiélago de Guadalupe (Antillas). Cuando se decretó la abolición de la esclavitud en la isla, los nativos, para celebrarlo, festejaron esa jornada histórica consumiendo toda la producción de azúcar y ron de sus ex-patrones, que mezclaron en grandes barricas de madera. Así nació el Ti Punch, que es una bebida que aproxima a los amigos, reconcilia a los enemigos, desinhibe a los tímidos y sirve como animador en todas las fiestas locales.

## Ingredientes
- 2/3 de ron blanco agrícola
- 1/3 de sirope o jarabe de azúcar de caña
- 1/2 lima

## Elaboración
El Ti Punch se prepara directamente en el vaso, por lo que no es necesaria la coctelera. En un vaso triturar el medio limón para extraer un poco de jugo y de pulpa, verter directamente el ron, revolver unos segundos, añadir el jarabe de caña y seguir revolviendo. Se sirve tal cual en un vaso tipo old fashion, aunque en algunos casos también se le puede añadir hielo.